# Walter Wanger
Walter Wanger, nascido Walter Feuchtwanger, (São Francisco, Califórnia, 11 de julho de 1894 — Nova Iorque, 18 de novembro de 1968) foi um produtor cinematográfico norte-americano.

## Início da vida profissional
Descendente de judeus alemães e formado pela Faculdade de Dartmouth, Walter Wanger foi um dos produtores de seu tempo mais letrados e de maior consciência social.
Depois de produzir uma peça na Broadway, em 1917, Wanger alistou-se no Exército dos Estados Unidos e serviu na Primeira Guerra Mundial. Terminado o conflito, fez parte do estado maior do Presidente Woodrow Wilson na Conferência de Paz de Paris (1919). Em seguida, deu baixa, retornou brevemente ao teatro e, por fim, juntou-se à Paramount Pictures, em 1921, como assistente de Jesse L. Lasky.

## Carreira nocinema

### Nos grandes estúdios
Executivo na Paramount com poderes para contratar e despedir roteiristas, Wanger tornou-se o chefe de produção do estúdio na Costa Leste em 1923, posição que manteve até 1931. Desentendimentos com Lasky levaram-no a deixar o estúdio e transferir-se brevemente para a Columbia Pictures, onde produziu, entre outros, o sucesso The Bitter Tea of General Yen (1933). Após entrar em conflito com o manda-chuva Harry Cohn, assinou com a MGM, também em 1933, como produtor de uma unidade.
Entretanto, Wanger começou a desagradar Louis B. Mayer logo em sua primeira produção para o estúdio, Gabriel over the White House (1933). Filme político com viés esquerdista, sobre um presidente corrupto, Mayer o viu como um insulto a americanos como seu amigo Herbert Hoover. Além disso, de suas cinco primeiras produções, apenas uma foi sucesso de bilheteria -- Queen Christina, com Greta Garbo. O pior, porém, aconteceu quando Mayer o acusou de facilitar o namoro entre sua amante, a atriz Jean Howard, e um agente, amigo de Wanger. Wanger, então, deixou a MGM e criou a Walter Wanger Productions, uma companhia independente.

### Produtor independente
Com produções que iam desde empreendimentos ambiciosos até rotineiros filmes B, Wanger assinou contratos com vários grandes estúdios de Hollywood. O primeiro sucesso como produtor independente veio com The Trail of the Lonesome Pine, o primeiro filme em Technicolor da Paramount, para quem produziu catorze películas em dois anos.

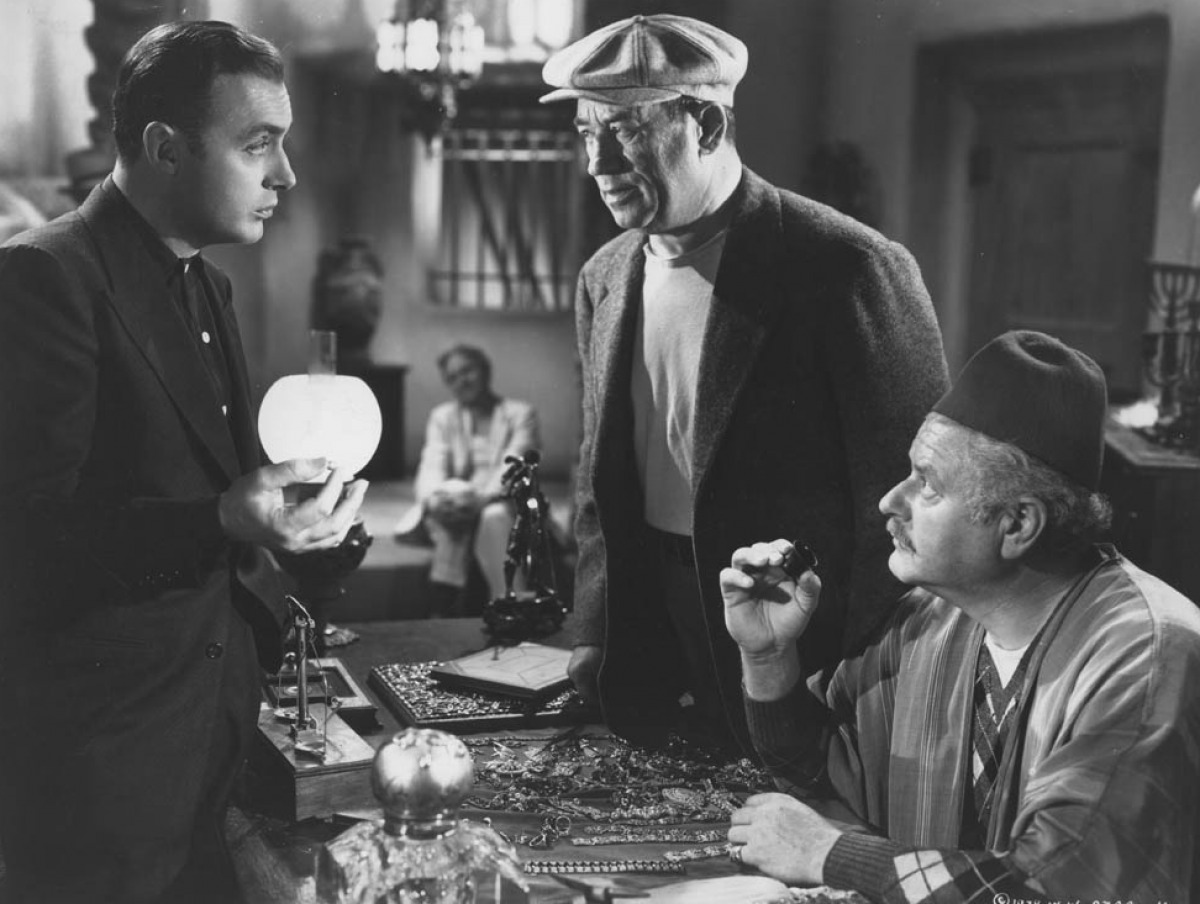
Charles Boyer, Stanley Fields e Alan Hale em cena de Algiers, um dos sucessos produzidos por Walter Wanger em 1938.

Em 1938, obteve três êxitos sucessivos em seu contrato de longa duração com a United Artists: Algiers, Trade Winds e Stagecoach. Contudo, diversos fracassos entre 1939 e 1940, inclusive Foreign Correspondent, dirigido por Alfred Hitchcock, acabaram por afastá-lo do estúdio, depois de uma batalha judicial pela liberação de seu contrato.
Para a Universal Pictures, emplacou Eagle Squadron (1942) e, com Arabian Nights (1942, o primeiro do estúdio em Technicolor), deu início a uma vitoriosa série de aventuras exóticas, românticas, coloridas, com Jon Hall e Maria Montez.

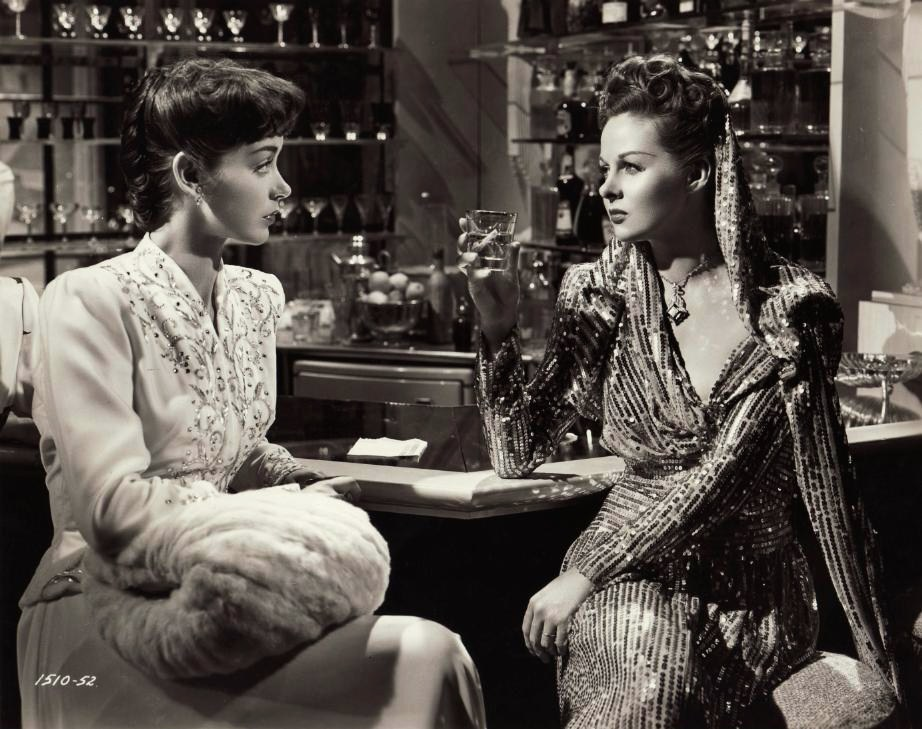
Marsha Hunt e Hedy Lamarr em cena de Smash-Up: The Story of a Woman, que Walter Wanger produziu em 1947 para a Universal Pictures. O filme deu o estrelato e uma indicação ao Oscar para Susan Hayward, em seu primeiro papel principal no cinema.

Em 1945, criou a Diana Productions, com sua esposa Joan Bennett e o diretor Fritz Lang. O primeiro rebento desta nova produtora, feito em coprodução com a Universal, foi o bem sucedido Scarlet Street (1945), "o mais notável thriller dos tempos de guerra", segundo Thomas Schatz. Entretanto, três anos depois, Wanger conheceu um grande fracasso, com Joan of Arc, distribuído pela RKO Pictures, considerado  longo e tedioso pelo público. Apesar disso, o filme lhe deu um Oscar Honorário, que ele recusou por entender que a produção merecia ao menos ter sido indicada na categoria de Melhor Filme.

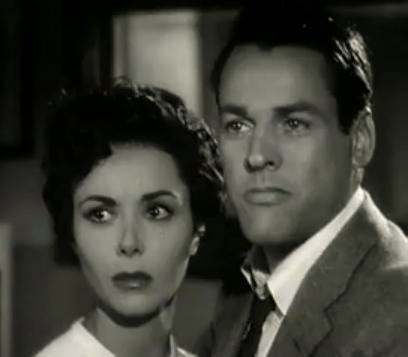
Dana Wynter e Kevin McCarthy em cena do trailer de Invasion of the Body Snatchers. Produção barata de Walter Wanger, em preto e branco, o filme foi um surpreendente sucesso, tendo tido duas refilmagens: uma com o mesmo título em 1978, estrelada por Donald Sutherland e Brooke Adams e outra, The Invasion, em 2007, estrelada por Nicole Kidman e Daniel Craig

Wanger adentrou a década de 1950 tomado por dificuldades financeiras. Assinou, então, um contrato com a pequena Allied Artists, que resultou na produção de seis modestos filmes B, entre ele o elogiado Riot in Cell Block 11 (1954), um filme "de prisão" com críticas sociais, e Invasion of the Body Snatchers (1956), que se tornou um clássico do cinema de ficção científica. Ambos foram dirigidos por Don Siegel.
Em 1958 deu um novo e controverso sucesso à United Artists com I Want to Live!, filme baseado em fatos reais, sobre uma mulher executada na câmara de gás e que, além do mais, trazia uma mensagem contra a pena de morte. Na ocasião, tanto o Departamento de Polícia de Los Angeles quanto pessoas do meio cinematográfico tentaram fazer com que desistisse do projeto. O filme rendeu mais de três milhões de dólares nas bilheterias.

### Últimos anos
O épico Cleopatra (1963) foi seu derradeiro projeto. Com um elenco estelar e um custo total de 60 milhões de dólares—a produção mais cara do cinema até aquela data --, o filme foi um fracasso colossal, que quase levou à bancarrota a 20th Century-Fox e encerrou sua carreira.
Passou os últimos anos criticando a elite hollywoodiana. Àquela altura, devido a seu caráter rebelde, já ganhara a inimizade de todos os chefes de estúdio. Seu liberalismo também lhe causara problemas durante o Macartismo. Ainda assim, foi eleito duas vezes presidente da Academia de Artes e Ciências Cinematográficas, tendo sido responsável direto pela criação de duas categorias do Oscar: Melhor Filme Estrangeiro e Melhor Documentário.

## Vida pessoal
Walter Wanger casou-se com a atriz Justine Johnstone em 1919 e dela se divorciou em 1938. Quando trabalhava para a Paramount Pictures, na década de 1930, conheceu Joan Bennett, cuja carreira foi em frente quando ele a colocou em Trade Winds. Os dois contraíram matrimônio em 1940 e tiveram dois filhos. Em 1951, durante uma crise de ciúmes, o irritadiço Wanger feriu a tiros o agente de Joan, Jennings Lang. Ele passou quatro meses na cadeia, mas o casal continuou junto até o divórcio em 1965.
Wanger faleceu em 18 de novembro de 1968 em Nova Iorque, vítima de ataque cardíaco. Contava 74 anos de idade.

## Filmografia
Filmografia de Walter Wanger como produtor ou produtor executivo. Em várias ocasiões, seu trabalho não recebeu créditos.
| Ano  | Título                         | Diretor                      |
| ---- | ------------------------------ | ---------------------------- |
| 1929 | The Cocoanuts                  | Robert Florey/Joseph Santley |
| 1929 | Applause                       | Rouben Mamoulian             |
| 1929 | The Lady Lies                  | Hobart Henley                |
| 1930 | Roadhouse Nights               | Hobart Henley                |
| 1931 | Tarnished Lady                 | George Cukor                 |
| 1932 | Washington Merry-Go-Round      | James Cruze                  |
| 1933 | The Bitter Tea of General Yen  | Frank Capra                  |
| 1933 | Gabriel over the White House   | Gregory La Cava              |
| 1933 | Another Language               | Edward H. Griffith           |
| 1933 | Going Hollywood                | Raoul Walsh                  |
| 1933 | Queen Christina                | Rouben Mamoulian             |
| 1934 | The President Vanishes         | William A. Wellman           |
| 1935 | Private Worlds                 | Gregory La Cava              |
| 1935 | Shanghai                       | James Flood                  |
| 1935 | Smart Girl                     | Aubrey Scotto                |
| 1935 | Every Night at Eight           | Raoul Walsh                  |
| 1935 | Mary Burns, Fugitive           | William K. Howard            |
| 1936 | Her Master's Voice             | Joseph Santley               |
| 1936 | The Trail of the Lonesome Pine | Henry Hathaway               |
| 1936 | Big Brown Eyes                 | Raoul Walsh                  |
| 1936 | The Moon's Our Home            | William A. Seiter            |
| 1936 | The Case Against Mrs. Ames     | William Seiter               |
| 1936 | Fatal Lady                     | Edward Ludwig                |
| 1936 | Palm Springs                   | Aubrey Scotto                |
| 1936 | Spendthrift                    | Raoul Walsh                  |
| 1937 | You Only Live Once             | Fritz Lang                   |
| 1937 | History Is Made at Night       | Frank Borzage                |
| 1937 | Vogues of 1938                 | Irving Cummings              |
| 1937 | Stand-In                       | Tay Garnett                  |
| 1937 | 52nd Street                    | Harold Young                 |
| 1938 | I Met My Love Again            | Joshua Logan/Arthur Ripley   |
| 1938 | Blockade                       | William Dieterle             |
| 1938 | Algiers                        | John Cromwell                |
| 1938 | Trade Winds                    | Tay Garnett                  |
| 1939 | Winter Carnival                | Charles Reisner              |
| 1939 | Eternally Yours                | Tay Garnett                  |
| 1940 | Foreign Correspondent          | Alfred Hitchcock             |
| 1940 | The House Across the Bay       | Archie Mayo                  |
| 1940 | The Long Voyage Home           | John Ford                    |
| 1941 | Sundown                        | Henry Hathaway               |
| 1942 | Arabian Nights                 | John Rawlins                 |
| 1942 | Eagle Squadron                 | Arthur Lubin                 |
| 1943 | We've Never Been Licked        | John Rawlins                 |
| 1943 | Gung Ho!                       | Ray Enright                  |
| 1944 | Ladies Courageous              | John Rawlins                 |
| 1945 | Scarlet Street                 | Fritz Lang                   |
| 1945 | Salome, Where She Danced       | Charles Lamont               |
| 1946 | Canyon Passage                 | Jacques Tourneur             |
| 1946 | Night in Paradise              | Arthur Lubin                 |
| 1947 | Smash-Up: The Story of a Woman | Stuart Heisler               |
| 1947 | Secret Beyond the Door         | Fritz Lang                   |
| 1947 | The Lost Moment                | Martin Gabel                 |
| 1948 | Joan of Arc                    | Victor Fleming               |
| 1948 | Tap Roots                      | George Marshall              |
| 1949 | Tulsa                          | Stuart Heisler               |
| 1949 | Reign of Terror                | Anthony Mann                 |
| 1949 | The Reckless Moment            | Max Ophuls                   |
| 1952 | Aladdin and His Lamp           | Lew Landers                  |
| 1952 | Battle Zone                    | Lesley Selander              |
| 1952 | Lady in the Iron Mask          | Ralph Murphy                 |
| 1953 | Kansas Pacific                 | Ray Nazarro                  |
| 1953 | Fort Vengeance                 | Lesley Selander              |
| 1954 | The Adventures of Hajji Baba   | Don Weis                     |
| 1954 | Riot in Cell Block 11          | Don Siegel                   |
| 1956 | Navy Wife                      | Edward Bernds                |
| 1956 | Invasion of the Body Snatchers | Don Siegel                   |
| 1958 | I Want to Live!                | Robert Wise                  |
| 1963 | Cleopatra                      | Joseph L. Mankiewicz         |